# Pottenstein (Duitsland)
Pottenstein is een plaats in de Duitse deelstaat Beieren, en maakt deel uit van de Landkreis Bayreuth.
Pottenstein telt 5.183 inwoners.

Het stadje ligt aan het door de Fränkische Schweiz stromende riviertje de Püttlach.

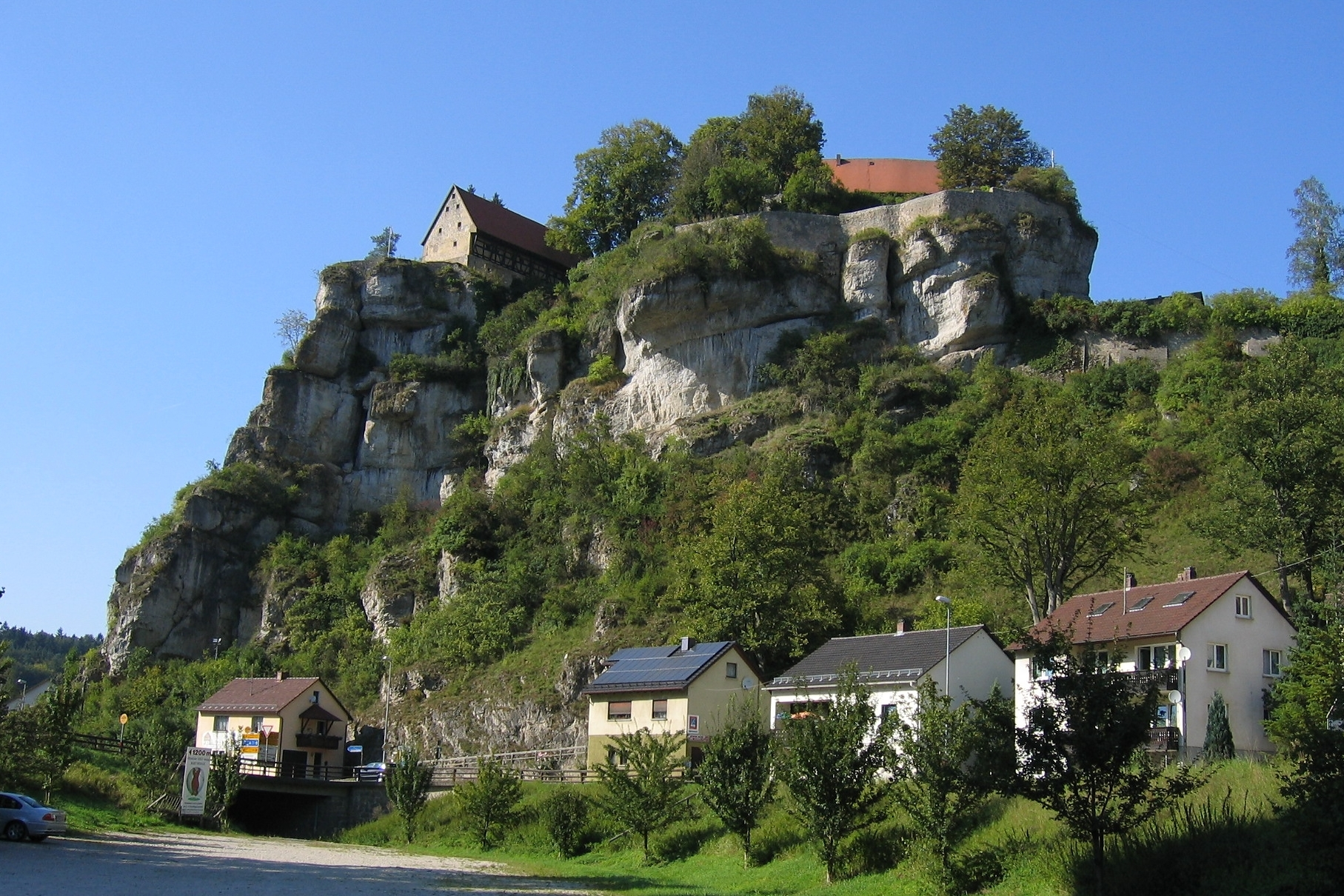
Burg Pottenstein
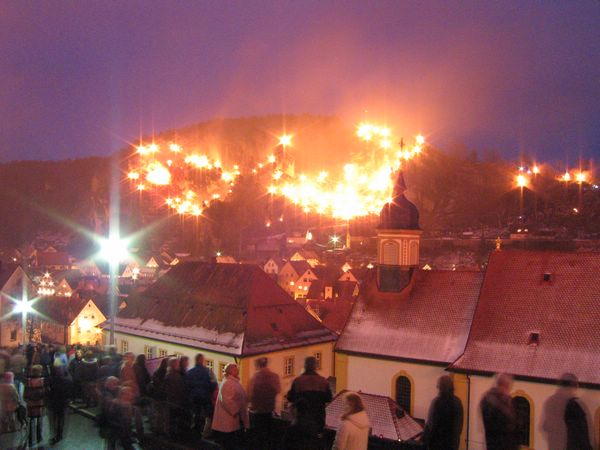
Lichterfest
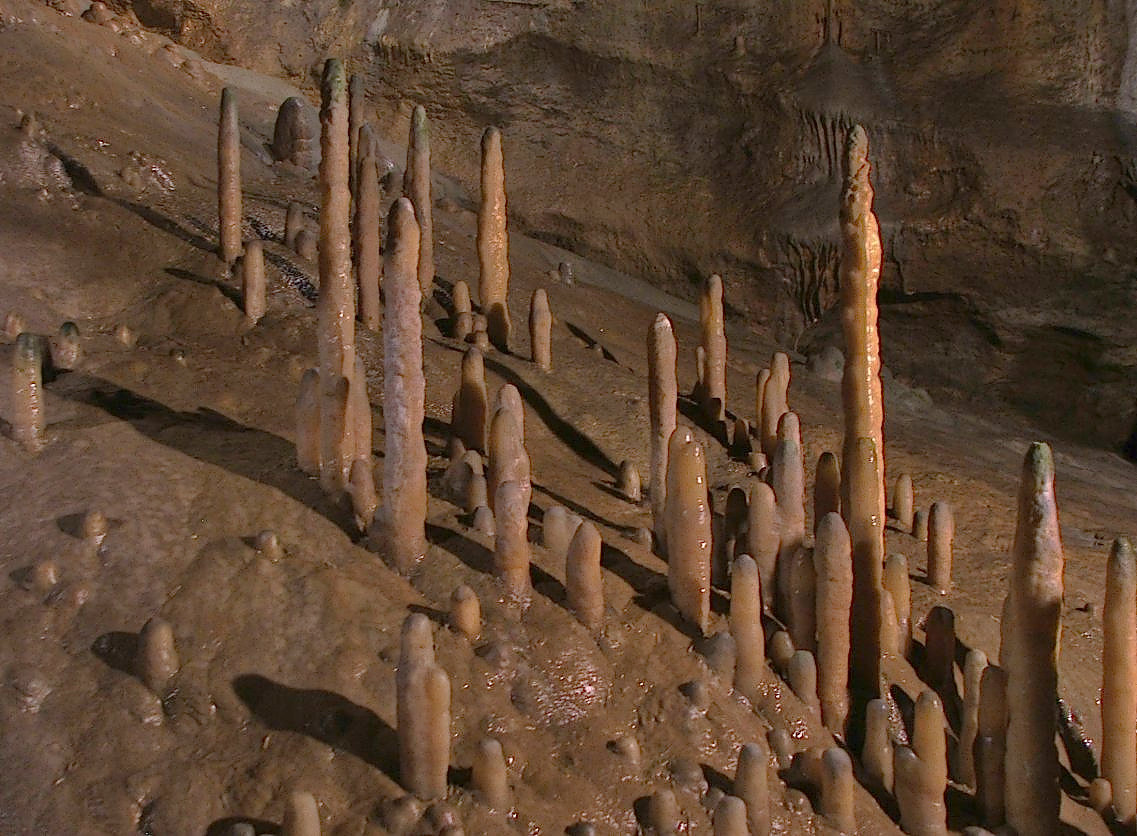
Teufelshöhle

Ahorntal ·
Aufseß ·
Bad Berneck im Fichtelgebirge ·
Betzenstein ·
Bindlach ·
Bischofsgrün ·
Creußen ·
Eckersdorf ·
Emtmannsberg ·
Fichtelberg ·
Gefrees ·
Gesees ·
Glashütten ·
Goldkronach ·
Haag ·
Heinersreuth ·
Hollfeld ·
Hummeltal ·
Kirchenpingarten ·
Mehlmeisel ·
Mistelbach ·
Mistelgau ·
Pegnitz ·
Plankenfels ·
Plech ·
Pottenstein ·
Prebitz ·
Schnabelwaid ·
Seybothenreuth ·
Speichersdorf ·
Waischenfeld ·
Warmensteinach ·
Weidenberg